# Diario de Noticias (Rio de Janeiro)
O Diario de Noticias, fundado pelo potiguar Orlando Vilar Ribeiro Dantas em 12 de junho de 1930 e que circulou até meados da década de 1970, foi o quarto ou quinto jornal com esse nome no Rio de Janeiro.

## História
1. Um diário popular. a Hemeroteca Digital Brasileira da Biblioteca Nacional guarda exemplares até 1872 de um jornal de quatro páginas, fundado por Clímaco dos Reis, que circulou pela primeira vez em 2 de agosto de 1870, com tiragem de 6 mil exemplares. Propunha-se a ser informativo e com “índole inofensiva” em relação às  disputas políticas da corte.
2. Um diário concorrente: Na Hemeroteca Digital há exemplares de outro Diário de Notícias no Rio de Janeiro, de propriedade de S. S. Paes Viana, lançado em 21 de março de 1868.
3. Um jornal republicano e civilista: nos anos que antecederam a queda do império, ganhou importância um Diário de Notícias republicano. Nele escreveram Rui Barbosa (seu nome começou a aparecer no expediente como redator-chefe em 7 de março de 1889, dia em que o jornal circulou com duas edições de número 1362, e desapareceu em 20 de novembro, quatro dias após a proclamação da República), Antônio Azevedo, Gastão Bousquet, Lopes Trovão, Aristides Lobo e Medeiros e Albuquerque.
4. Há registros históricos da participação de um Diário de Notícias, vinte anos após a proclamação da República,  na campanha civilista de Rui Barbosa em oposição a Hermes da Fonseca, este finalmente eleito presidente, em 1 de março de 1910.
O jornal de Orlando Dantas nasceu empenhado na campanha presidencial de Getúlio Vargas, a quem apoiou na revolução de 1930 e, logo adiante, passou a combater, alinhando-se com o movimento por uma assembleia constituinte que desembocaria na insurreição paulista de 1932. Durante o Estado Novo, período ditatorial entre 1937 e 1945, manteve-se independente, rejeitando os favores do Departamento de Imprensa e Propaganda (DIP) que outros jornais recebiam gostosamente. Frequentavam a redação, naquela época, personagens que participariam ativamente da política nas décadas seguintes, militando na União Democrática Nacional (UDN): Otávio Mangabeira, Adauto Lúcio Cardoso e Eduardo Gomes, entre outros. O quadro de colaboradores era politicamente mais diversificado: Mário de Andrade, Augusto Frederico Schmidt, Álvaro Moreira, Alceu Amoroso Lima, Luís da Câmara Cascudo, Afonso Arinos de Melo Franco, Josué de Castro, Sérgio Buarque de Holanda, Graciliano Ramos...
No início da década de 1950, o Diário tinha  discurso próprio que o levou a confrontar-se com O Globo, fundado em 19 de julho de 1925 por Irineu Marinho. O aspecto mais notável desse confronto foi um debate acirrado sobre histórias em quadrinhos. Elas representavam generosa fonte de renda para várias editoras: a empresa de Roberto Marinho, um dos filhos de Irineu Marinho, editava o Gibi, o Globo Juvenil e outras publicações com tiras importadas dos Estados Unidos. Orlando Dantas contestava o valor educativo dessas histórias – em que se lançaram alguns dos heróis ainda hoje exaltados pela indústria cultural como o Super-Homem, o Capitão América e o Capitão Marvel.
A morte de Orlando, em 1953, não afetou de imediato a linha do jornal, que faria forte oposição ao governo de Juscelino Kubitschek e à construção de Brasília. Era, então, uma empresa vencedora – o diário de maior circulação do Rio de Janeiro, com público cativo constituído de gente da classe média - militares, professores, burocratas e pessoal do comércio. A viúva, Ondina Portela Ribeiro Dantas, é descrita como figura competente (escrevia uma coluna sobre música com o pseudônimo D'Or) e autoritária – apelidaram-na de “marechala”; entre as figuras mais próximas dela na redação figuravam duas mulheres: Eneida de Morais e Pomona Politis, esta colunista social.  As decisões mais importantes passariam, no entanto, a ser tomadas, nos anos seguintes, pelo filho, João Portela Ribeiro Dantas.
Em 1957, João Dantas deu um passo empresarial arriscado:  comprou o acervo de O Mundo, jornal dirigido por Geraldo Rocha e ligado a Juan Domingo Perón, presidente da Argentina deposto em 1955 e então no exílio em Madri, Espanha: máquinas gráficas, uma revista em cores, Mundo Ilustrado, e um prédio de sete andares, na Rua do Riachuelo, 114 (a sede anterior era na Rua da Constituição, 11). A mudança foi sacramentada no expediente do jornal do dia 5 de novembro, sobre a manchete que proclamava: “Pretendem os russos ir à Lua”. 
No ano seguinte, o risco assumido foi ideológico e político: o Diário de Notícias promoveu um estudo sobre “a Revolução Brasileira”,  por uma equipe coordenada por José Artur Rios. O documento, publicado em 15 de junho, teve grande repercussão. Propunha, entre outras coisas, reforma agrária, nacionalização de indústrias de base e das empresas de rádio e televisão e um programa de educação em massa, com a extinção do analfabetismo.
Essa proposta – divergente, embora, em vários itens, de pontos de vista do grupo político a que tradicionalmente se ligara o Diário de Notícias –, foi apresentada por João Dantas ao candidato Jânio Quadros, com quem se encontrou em Bled, na Iugoslávia (hoje, Eslovênia). Juntos visitaram o Japão, a Índia, o Paquistão, o Irã, o Egito, Israel e Líbano. Foram à China: Falando à France Press, em Pequim, como porta-voz de Jânio, Dantas defendeu o reconhecimento do regime de Mao Tsé Tung e o restabelecimento de relações com a Rússia.
Ortodoxo em economia mas heterodoxo em política externa, Jânio perdeu apoio político rapidamente, ao assumir a presidência; renunciou ao fim de sete meses. Ao defender a posse do vice-presidente, João Goulart, e aliar-se até mesmo a antigos desafetos, como Leonel Brizola, o Diário de Notícias fixou definitivamente junto às correntes políticas que se digladiavam uma imagem sinuosa e, portanto, não confiável. Pouco lhe valeu o apoio tardio ao golpe de 1964; no governo do Marechal Castelo Branco, ele daria espaço ao discurso crítico de Carlos Lacerda, a essa altura na oposição e caminhando para se recompor com Juscelino Kubitschek e João Goulart na construção de uma pretendida “frente ampla”. No governo do Marechal Costa e Silva, opôs-se à legalização do jogo do bicho, defendida pela primeira dama, Yolanda, e isso lhe valeu mais uma inimizade poderosa.
O jornal estava virtualmente falido, afogado por dívidas com a previdência social e  bancos oficiais.  Sua sobrevida é atribuída a um capricho do então ocupante da Presidência da República, General Emílio Garrastazu Medici: ele não queria que deixasse de circular, durante seu governo, o jornal que se habituara a ler na mocidade. Vendido formalmente por US$500 mil ao grupo TAA, do empresário pernambucano Fernando Rodrigues, representado pelo deputado Ricardo Fiúza, indicado pelo Ministro da Fazenda, Delfim Netto,  esteve sob intervenção do governo de 1970 até 1973, com alguma descontinuidade de circulação. Os novos proprietários assumiram o controle em 1973, mas não ficaram por muito tempo. 
O último número, edição 14.747, circulou em 10 de novembro de 1976, desfigurado, com a manchete sobre um press-release: “Ferroviário recebe novembro com aumento do Plano”.